# Transferência de tecnologia
Transferência de tecnologia (tecnologia: grego: τεχνολογία; transferência: latim: transferre = transferir) é a transferência de conhecimento técnico ou científico (por exemplo: resultados de pesquisas e investigações científicas) em combinação com fatores de produção.
Pode ser entendido como processo de tornar disponível para indivíduos, empresas ou governos habilidades, conhecimentos, tecnologias, métodos de manufatura, tipos de manufatura e outras facilidades. Esse processo tem como objetivo assegurar que o desenvolvimento científico e tecnológico seja acessível para uma gama maior de usuários que podem desenvolver e explorar a tecnologia em novos produtos, processos aplicações, materiais e serviços.

## Brasil
No Brasil para que uma contratação tecnológica surta determinados efeitos econômicos, o contrato deve ser avaliado e averbado pelo Instituto Nacional da Propriedade Industrial (INPI). O INPI define o contrato de transferência de tecnologia como o comprometimento entre as partes envolvidas, formalizado em um documento onde estejam explicitadas as condições econômicas da transação e os aspectos de caráter técnico. Por disposição legal devem ser averbados/registrados pelo INPI todos os contratos que impliquem transferência de tecnologia, sejam entre empresas nacionais, ou entre empresas nacionais e sediadas ou domiciliadas no exterior, assim entendidos os de licença de direitos (exploração de patentes e de desenho industrial e uso de marcas), os de aquisição de conhecimentos tecnológicos (fornecimento de tecnologia e prestação de serviços de assistência técnica e científica) e os contratos de franquia.

### Tipos de contrato
O INPI prevê seis tipos de contrato: Exploração de Patente, Exploração de Desenho Industrial, Uso de Marca, Fornecimento de Tecnologia, Prestação de Serviços de Assistência Técnica e Científica, e Franquia.
No entanto, há acordos que fogem desse padrão, por se tratarem de transferência de tecnologia protegida na forma de segredo industrial, como é o caso das propostas finalistas que concorrem no Projeto FX-2.
Exploração de Patente (EP)
Contratos que objetivam o licenciamento de patente concedida ou pedido de patente depositado no INPI. Nos contratos que envolvem patentes as formas de pagamento usualmente negociadas são: valor fixo por unidade vendida e percentual incidente sobre o preço líquido de venda. Os pedidos de patentes ainda não concedidos não farão jus a remuneração. Quando a patente for concedida a empresa deverá solicitar alteração do Certificado de Averbação, retroagindo a remuneração à data do início da licença. As licenças de exploração de patentes são averbáveis no máximo pelo prazo de vigência desses privilégios.
Exploração de Desenho Industrial (DI)
Contratos que objetivam o licenciamento de desenho industrial concedido ou pedido de desenho industrial depositado no INPI. Os contratos de Licença de Desenho Industrial deverão conter o número do pedido ou do desenho industrial, o título e as condições relacionadas à exclusividade ou não da licença e permissão para sublicenciar. Nos contratos que envolvem desenho industrial as formas de pagamento usualmente negociadas são: valor fixo por unidade vendida e percentual incidente sobre o preço líquido de venda.
Os pedidos de desenho industrial ainda não concedidos não farão jus a remuneração. Quando o desenho industrial for concedido, a empresa deverá solicitar alteração do Certificado de Averbação, retroagindo a remuneração à data do início da licença.
Uso de Marca (UM)
Nos contratos que envolvem marcas as formas de pagamento usualmente negociadas são: valor fixo por unidade vendida e percentual incidente sobre o preço líquido de venda.
Nesses contratos a remuneração só é possível após o registro da marca. Os pedidos de marcas ainda não registrados não farão jus à remuneração. Quando o pedido virar registro, a empresa deverá solicitar alteração do Certificado de Averbação.
Fornecimento de Tecnologia (FT)
Contratos que objetivam a aquisição de conhecimentos e de técnicas não amparados por direitos de propriedade industrial, destinados à produção de bens industriais e serviços. Esses contratos deverão conter uma identificação perfeita dos produtos e/ou processos, bem como o setor industrial em que será aplicada a tecnologia.
As remunerações e as formas de pagamento são estabelecidas de acordo com a negociação contratual, devendo ser levados em conta os níveis de preços praticados nacional e internacionalmente em contratações similares. As formas de pagamento mais usuais negociadas nesse tipo de contrato são valor fixo por unidade vendida e percentual sobre o preço líquido de venda.
O prazo deve estar relacionado à necessidade de capacitação da empresa, e em geral são averbados por um prazo máximo de 5 (cinco) anos, passível de renovação por igual período desde que apresentadas as justificativas cabíveis.
Prestação de Serviços de Assistência Técnica e Científica (SAT)
Contratos que estipulam as condições de obtenção de técnicas, métodos de planejamento e programação, bem como pesquisas, estudos e projetos destinados à execução ou prestação de serviços especializados. São passíveis de registro no INPI os serviços relacionados a atividade fim da empresa, assim como os serviços prestados em equipamentos e/ou máquinas no exterior, quando acompanhados por técnico brasileiro e/ou gerarem qualquer tipo de documento, como por exemplo, relatório. Os contratos são registrados pelo prazo previsto para a realização do serviço ou a comprovação de que os mesmos já foram realizados
Franquia (FRA)
Contratos que se destinam à concessão temporária de direitos que envolvam uso de marcas, prestação de serviços de assistência técnica, combinadamente ou não, com qualquer outra modalidade de transferência de tecnologia necessária à consecução de seu objetivo. A remuneração dos contratos estipulam usualmente taxa de franquia (valor fixo pago no início da negociação); taxa de royalties (percentual sobre o preço líquido de vendas); taxa de publicidade (percentual sobre vendas), além de outras taxas.